# Tian Bingyi
Tian Bingyi (en chino: 田秉毅; Wuhan, 30 de julio de 1963) es un deportista chino que compitió en bádminton, en la modalidad de dobles.
Participó en los Juegos Olímpicos de Barcelona 1992, obteniendo una medalla de bronce en la prueba de dobles (junto con Li Yongbo). Ganó cuatro medallas en el Campeonato Mundial de Bádminton entre los años 1985 y 1991.

## Palmarés internacional
| Juegos Olímpicos   | Juegos Olímpicos       | Juegos Olímpicos  | Juegos Olímpicos |
| Año                | Lugar                  | Medalla           | Prueba           |
| ------------------ | ---------------------- | ----------------- | ---------------- |
| 1992               | Barcelona (España)     | Medalla de bronce | Dobles           |
| Campeonato Mundial |                        |                   |                  |
| Año                | Lugar                  | Medalla           | Prueba           |
| 1985               | Calgary (Canadá)       | Medalla de plata  | Dobles           |
| 1987               | Pekín (China)          | Medalla de oro    | Dobles           |
| 1989               | Yakarta (Indonesia)    | Medalla de oro    | Dobles           |
| 1991               | Copenhague (Dinamarca) | Medalla de bronce | Dobles           |